# Imotski
Imotski je grad u južnoj Hrvatskoj, nedaleko granice s Bosnom i Hercegovinom. Administrativno pripada Splitsko-dalmatinskoj županiji. Središte je Imotske krajine.

## Zemljopisni položaj
Imotska krajina smjestila se iza planine Biokovo, u dalmatinskom zaleđu na granici Hercegovine (turske Dalmacije ili Bekije) s (mletačkom) Dalmacijom. Zauzima prostor od oko 600 km2. Sa sjeveroistoka je omeđena bosanskohercegovačkom granicom, s juga Makarskim primorjem, a sa sjeverozapada sinjsko-omiškim prostorom. Nalazi se na nadmorskoj visini od 260 metara (Imotsko polje) do 440 metara (grad Imotski). 
Grad Imotski ima dva bisera prirode: Crveno i Modro jezero. Modro jezero ljeti postaje kupalište. Uređenim serpentinama kupači se spuštaju sve do jezera i plaže, dok Crvenom jezeru zbog prestrmih litica koje ga okružuju nije moguće pristupiti. Prostor Imotske krajine možemo podijeliti u tri prirodne cjeline: krško područje uz obod polja, te prostrane krške površine i uvale na širem prostoru – Imotsko polje, kao veliko tektonsko ulegnuće, te planinski masiv Biokovo.

## Klima i vegetacija
Grad Imotski i Imotsko polje imaju izmijenjenu sredozemnu klimu, dok se Imotska krajina iznad 600 metara (Aržano, Kljenovac, Gornji Vinjani, Studenci itd.) nalazi u pojasu kontinentalne klime, ali je maritmni utjecaj još izražen pa je režim padalina submediteranski te zračenje mora i dalje ublažava temperature. Krajevi iznad 900 metara koji su rijetki na području Imotskog (planina Biokovo) imaju pretplaninsku i umjereno kontinentalnu klimu pa je i sami utjecaj jadranskog mora skoro zanemariv.
Imotski je ljeti jedan od najtoplijih gradova Hrvatske kada se najviše dnevne temperature mogu kretati i oko 40 °C. Najniža zabilježena temperatura u gradu Imotskom od početka službenih mjerenja je –12 °C. 
S druge strane, u obližnjem Posušju te dijelovima Imotske krajine iznad 600 metara temperature se ponekad spuste i ispod –20 °C. Tako je npr. u Posušju tijekom zime 1999. godine zabilježena temperatura od –24 °C, stoga u Posušju, Studencima i Aržanu ima malo ili nimalo mediteranskih zimzelenih stabala kao u samom Imotskom.
Specifičnost mikroklime grada Imotskog jest da su noćne i jutarnje temperature značajno više od onih u okolici (osim za vrijeme puhanja jače bure), prije svega radi pozicije samog grada. Upravo iz tog razloga, u Imotskom nema jutarnjeg mraza (slane) za razliku od Imotskog polja te naselja u polju.
Česti su vjetrovi bura, te manje izraženo jugo. 
Oborinski je ovaj kraj zbog orografije i reljefa jedan od najvlažnijih dijelova Dalmacije.
Od vegetacije ovdje rastu uglavnom šume hrasta medunca, bijelog graba te crnike.
Ima i čempresa, alepskog te dalmatinskog crnog bora.
Od raslinja prevladava submediteranska i makija – zimzelena šikara, a ima i dosta smilja.

## Povijest
Povijesno je Imotski središte starohrvatske župe Imote.
Turci su zauzeli Imotski 1493., a do 1498. godine u njihove ruke pali su utvrđeni gradovi: Proložac, Vrgorac, Zadvarje i sva veća mjesta ovih dviju krajina i Makarskog primorja. Dana 2. kolovoza 1717., na dan Gospe od Anđela, Imotski je oslobođen od turske vlasti.
Posada tvrđave i sve muslimanske obitelji koje nisu htjele ostati pod mletačkom okupacijom, preko noći su pobjegli u Mostar, Trebinje i druga mjesta Hercegovine, a neke su odselile čak u Banja Luku u Bosni. Više muslimanskih obitelji iselilo je u Vitinu, Ljubuški, Mostar i druga mjesta Hercegovine. Iseljavanje muslimana iz Imotske krajine počelo je za vrijeme Kandijskog rata, a završeno je mletačkom okupacijom 1717. godine. Svi muslimani koji su nakon mletačke okupacije ostali na svojim ognjištima, bili su pokršteni.
Po Požarevačkom miru, mletačkoj Dalmaciji je trebala pripasti cijela Imota/Imotsko polje, međutim prilikom utvrđivanja granica su Turci potplatili mletačkog mjernika, tako da je preko pola Imotskog polja ostalo u današnjoj BiH. Kraj oko Gruda, Posušja i Širokog Brijega tj. Zagorje, Vir, Gradac, Grude, Kočerin, Drinovci, Tihaljina, Tursko Aržano, Turska Vinica, Turske Ričice, Turski Cvitića most, Tursko Posušje i Turska Gorica sačinjava Općinu Imotski, nazvano Bekija (tur. ostatak). vidi: Imotska bekija. 
U novijoj povijesti Imotski nije izravno bio poprište ratnih zbivanja, iako je dao mnoštvo dragovoljaca koji su branili hrvatsku domovinu, naročito u Domovinskom ratu.

## Skupljači i zapisivači narodne lirike imotskog kraja
Skupljači i zapisivači koji su zapisali usmenu narodnu liriku ovog kraja:
- Alberto Fortis
- fra Šimun Gudelj (1714. – 1804.)
- Ante Franjin Alačević (1781. – 1856.)
- Vuk Karadžić (1787. – 1864.)
- Luiđi Jeronim Vrdoljak (1802. – 1860.),
- Mihovil Pavlinović (1831. – 1887.)
- Šimun Milinović (1835. – 1910.)
- Ante Ostojić (s Brača)[10]
- Mate Ostojić (1861. – 1929.) (brat Ante Ostojića)[10]
- fra Silvestar Kutleša (1876. – 1943.) (Život i običaji u Imockoj krajini)
- fra Josip Virgil Perić
- Jovan Sundečić
- fra Rajmond Rudež
- Đuro Margetić
- Julije Derossi
- Anka Petričević
- fra Vjeko Vrčić
- Žarko Peša (1958. – 2020.)
- Zlatko Tomičić i drugi

## Gospodarstvo
Gospodarstvo Imotske krajine već dugi niz godina nije proizvodno orijentirano, posebice nakon propasti velikih pogona u društvenom vlasništvu koji su zapošljavali velik broj stanovnika (npr. Trimot/Pionirka, Imostroj/Bratstvo, Agrokoka itd.) te se oslanja iskljućivo na privatni sektor uslužnih djelatnosti trgovine i ugostiteljstva, te u novije vrijeme i turističkih djelatnosti.
Značajan dio današnjeg posrnulog gospodarstva čine i građevinske firme i brojni obrti vezani za građevinsku struku, koji su svoj djelokrug rada proširili na daleko veće područje od same imotske krajine.
Od poljoprivrednih kultura uzgajaju se vinova loza krumpir, paprika, smokve i masline te pršut. Vinova loza kujundžuša je vodeća bijela sorta grožđa imotskog kraja.

## Demografija

### Popis 2021.
Prema popisu stanovništva iz 2021. godine grad Imotski ima 1452 stanovnika manje nego 2011. godine, ukupno 9312 stanovnika.

### Popis 2011.
Prema popisu stanovništva iz 2011. grad Imotski ima 10 764 stanovnika, do čega je 96,78 % Hrvata, a 96,17 % stanovnika se izjasnilo pripadnicima rimokatoličke vjere.

### Popis 2001.
Prema popisu stanovništva iz 2001. godine Imotski ima 10 213 stanovnika. Po narodnosti, 95,51 % čine Hrvati.
Ukupno 95,07 % Imoćana se izjasnilo kao pripadnici rimokatoličke vjere; 3,17 % se izjasnilo pripadnicima drugih vjera.

### Popis 1991.
Narodnosni sastav stanovništva prijeratne općine Imotski:
| godina popisa | ukupno | Hrvati | Srbi | ostali |
| ------------- | ------ | ------ | ---- | ------ |
| 1991.         | 39.052 | 37.130 | 1140 | 782    |
| 1981.         | 41.496 | 39.023 | 1290 | 1183   |
| 1971.         | 47.354 | 45.359 | 1426 | 569    |

Narodnosni sastav stanovništva naseljenog mjesta (grada) Imotskog:
| godina popisa | ukupno | Hrvati | Srbi | ostali |
| ------------- | ------ | ------ | ---- | ------ |
| 1991.         | 4000   | 3699   | 152  | 149    |
| 1981.         | 3234   | 2908   | 127  | 199    |
| 1971.         | 2422   | 2140   | 172  | 110    |

| broj stanovnika | 3127  | 3538  | 3704  | 4307  | 4827  | 5410  | 5693  | 5911  | 6879  | 7147  | 7362  | 8084  | 8911  | 9935  | 10213 | 10764 | 9153  |
|                 | 1857. | 1869. | 1880. | 1890. | 1900. | 1910. | 1921. | 1931. | 1948. | 1953. | 1961. | 1971. | 1981. | 1991. | 2001. | 2011. | 2021. |

| broj stanovnika | 871   | 1954  | 1182  | 1331  | 1446  | 1511  | 1697  | 1457  | 1701  | 1808  | 1874  | 2422  | 3234  | 4000  | 4347  | 4757  | 4008  |
|                 | 1857. | 1869. | 1880. | 1890. | 1900. | 1910. | 1921. | 1931. | 1948. | 1953. | 1961. | 1971. | 1981. | 1991. | 2001. | 2011. | 2021. |

## Šport
Športski klubovi Imotskog:
- NK Imotski
- NK Imotski 1991
- boćarski klub "Imotska krajina"
- Košarkaški klub "Imotski"
- ženski košarkaški klub Rhea
- Ronilački klub Crveno jezero
- Kuglački klub Imotski
- Kuglački klub Imotska krajina
- Taekwondo klub Imotski
- Hrvatsko planinarsko društvo Imotski
- Ženski rukometni klub "Imota"
- Klub ritmične gimnastike "Aurora"
- Auto klub "Imota-Racing"
- Triatlon klub Imotski

Športski turniri i druga natjecanja:
- Nogometni turnir "Ante Bruno Bušić"
- BlueRedGreen Triathlon

## Kultura
- Hrvatski puhački orkestar – Gradska glazba Imotski
- Gradska knjižnica "Don Mihovil Pavlinović"
- Mandolina Imota
- Mandolinski orkestar
- Udruga IMOart
- Foto klub Imota
- Botterijevi vitraji u Imotskom
- Zvonko Madunić: Križni put
- KUD Seljačka sloga – Vinjani
- Zavičajni muzej Imotski. Zgrada Zavičajnog muzeja je kulturno dobro.
- Imotska sila
- Cvit razgovora
- Bakove svečanosti
- Imota Family Day
- Susret klapa Pismo moja[12]
- ženska klapa Neviste
- ženska klapa Galluna
- Blue Jazzero – jazz festival

## Obrazovanje

### Osnovne škole
- Osnovna škola "Stjepan Radić" Imotski
- Osnovna škola "Josip Vergilije Perić" Imotski
- Glazbena škola "Dr. fra Ivan Glibotić" Imotski

### Srednje škole
- Gimnazija Dr. Mate Ujevića Imotski
- Ekonomska škola Imotski
- Tehnička škola Imotski
- Obrtničko-industrijska škola u Imotskom
- Glazbena škola "Dr. fra Ivan Glibotić" Imotski

## Poznate osobe
- Ante Babaja, hrvatski filmski redatelj i scenarist
- Zvonimir Boban, hrvatski nogometaš
- Zdravka Bušić, hrvatski političar
- Gabre Gabric, talijanska atletičarka
- Vlado Gotovac, hrvatski političar i pisac
- Veljko Kadijević,posljednji ministar obrane SFRJ
- Ivan Gudelj, hrvatski nogometaš
- Tomislav Jonjić, hrvatski odvjetnik, povjesničar, diplomat,  političar
- Ivan Radeljić, bosanskohercegovački nogometaš
- Ivan Rendić, hrvatski kipar
- Dinko Šakić, ustaški časnik, ratni zločinac
- Silvija Talaja, hrvatska tenisačica
- Neda Ukraden, pjevačica
- Antun Vrdoljak, hrvatski glumac, redatelj i političar
- Žarko Domljan, hrvatski političar

## Spomenici i znamenitosti
- Crveno jezero
- Modro jezero
- Topana, smještena na klisuri nad Modrim jezerom (vidi Hasanaginica)
- Franjevački samostan i crkva sv. Franje Asiškog, sagrađeni u drugoj polovici 19. stoljeća
- Zgrada Zavičajnog muzeja u Imotskom, djelo arhitekta Augusta Thare
- Stambeno-gospodarski sklop Radovinović (Bitanga), monumentalna stambena kamena višekatnica s gospodarskim objektima i prostranom okućnicom u posjedu obitelji Radovinović (Bitanga), izgrađena 1891. – 1892. godine
- Arheološko nalazište Gradina na Crvenom jezeru, na istočnom rubu Crvenog jezera, nastala oko 2000. pr. Kr.
- Kompleks objekata Režije duhana, odnosno Dogane, skupina gospodarskih zgrada koje je projektirao njemačko-hrvatski arhitekt August Thara
- Kompleks stare Zdravstvene stanice, kompleks od tri kuće izrazitih stilskih figura, smještene u terasastom vrtu, ograđenom kamenim zidom u koji se ulazi kroz troja vrata
- Kuća Benzon, ožbukana dvokatnica, izrazitih secesijskih obilježja s ukrasom na reprezentativnom zapadnom pročelju te s djelomično sačuvanim interijerom iz istog razdoblja
- Kulturno-povijesna cjelina Imotski

## Mediji
- Radio NU Imotski
- Radio Imotski
- Imotski danas
- Imotske novine
- Sport Imotski
- Imotska krajina – lokalni list, bez mrežne stranice
- Radio X (više ne emitira)
- ITV (više ne emitira)

## Vanjske poveznice
- Službena stranica
- TZ Imotski (hrv.) (engl.) (tal.) (njem.) (fr.)